# Balada pizdei
„Balada pizdei” este o poezie cu caracter licențios aparținând unui autor român anonim, posibil colectiv. Ea a câștigat o notorietate semnificativă prin atribuirea voit eronată a textului ei poetului român George Topîrceanu. „Balada pizdei” a fost preluată de mai multe pagini de Internet dedicate poeziei, iar atribuirea acesteia a fost repetată în consecință.

## Analiză
Structura poeziei cuprinde un motto de patru versuri, un prolog de șaisprezece versuri și trei strofe de dimensiuni diferite; fiecare dintre acestea trei descrie sexualitatea feminină corespunzătoare unei alte categorii de vârstă, privită din punctul de vedere al înfățișării și fiziologiei vulvei. Limbajul folosit este unul licențios, fapt deja sugerat din titlu. Istoricul literar Ion Simuț apreciază „Balada pizdei” drept o pastișă neizbutită în stilul poetului George Topîrceanu și conchide: „nu e necesară o competență deosebită de istoric literar pentru a face expertiza acestui text și a stabili clar că nu aparține în niciun caz lui George Topîrceanu”.
Din punct de vedere prozodic, poezia utilizează strofe inegale ca număr de versuri, cu măsuri de șapte sau opt silabe, rimă împerecheată (uneori formată prin asonanță) și ritm trohaic. Toate aceste trăsături aduc cu versul popular, un efect poate avut în vedere de către autor.

## Atribuirea către Topîrceanu
Simuț explică credibilitatea atribuirii prin faptul că începând din anii 1990 au circulat intens texte licențioase scrise ori promovate de alți autori români binecunoscuți, precum poetul Mihai Eminescu și prozatorul Ion Creangă, astfel încât existența unei „Balade a pizdei” de George Topîrceanu ar fi fost un fapt verosimil.